# 틸란드시아아과
틸란드시아아과(tillandsia亞科, 학명: Tillandsioideae 틸란드시오이데아이[*])는 파인애플과의 아과이다. 이 분류군은 파인애플과에서 가장 많은 종(1,277종)을 포함한다. 대다수가 나무둥치나 바위에서 착생하여 자라며 특히 교배가 쉽게 되어 현재도 새로운 품종이 계발중이다. 원산지는 중남미이며 생산지로는 태국이 가장 유명하다. 두 가지 번식방법으로 번식하며 번식력이 강하여 극한의 상황에서는 더 뚜렷하고 급박한 번식을 선택한다. 번식 방법으로는 통상 수정을 통한 씨 발아로 번식하는 방법이 있고 새끼(자구, 촉, 신아, pup)를 생산하는 영양생식방식이 있다. 씨 발아를 통해 번식할 경우 성체까지 약 3~5년이 소요된다. 발아를 위해선 통풍, 온도, 습도, 광량이 맞아야한다. 자구촉 번식방법으로 번식 시에는 약 1년이면 모체와 크기가 비슷해진다. 틸란드시아아과에 속한 대부분의 종은 착생식물이다. 제일 유명한 종으로는 틸란드시아 우스네오이데스가 있다. 이 속에서는 구즈마니아속(Guzmania), 브리에세아속(Vriesea)이 흔하게 재배된다.
거의 모든 파인애플과 식물은 잎 위에 모용이라고 불리는 특수한 비늘 모양의 세포층이 자리한다. 틸란드시아아과의 모용은 크게 발달되어있기 때문에 식물의 색깔이 틸란드시아 우스네오이데스와 같이 은색이나 백색으로 보인다. 모용은 물과 영양을 흡수할 뿐만 아니라 추운 날씨로부터 다소간의 단열층 역할을 수행할 수도 있다.
틸란드시아아과의 식물은 이파리에는 가시가 없으며 잎가장자리가 부드럽고, 색깔과 무늬가 독특하며, 대부분 향기나는 꽃을 피워낸다. 꽃이 지고 나면 건조한 씨방 안에 털날개가 달린 씨앗들이 자리하다 산들바람에 흩어진다. 씨앗의 털을 통해 적당한 표면에 달라붙어 발아할 수 있다. 이 아과는 굉장히 건조한 환경에서 생존할 수 있어 건생식물로 분류된다.

## 하위 분류
| 글로메로피트카이르니아족(Glomeropitcairnieae Harms) - 글로메로피트카이르니아속(Glomeropitcairnia Mez) | 브리에세아족(Vrieseeae Beer) - 브리에세아속(Vriesea Lindl.) - Alcantarea (É.Morren ex Mez) Harms - Cipuropsis Ule - Goudaea W.Till & Barfuss - Jagrantia Barfuss & W.Till - Lutheria Barfuss & W.Till - Stigmatodon Leme, G.K.Br. & Barfuss - Waltillia Leme, Barfuss & Halbritt. - Zizkaea W.Till & Barfuss | 카톱시스족(Catopsideae Harms) - 카톱시스속(Catopsis Griseb. | 틸란드시아족(Tillandsieae Dumort.) - 틸란드시아속(Tillandsia L.) - Barfussia Manzan. & W.Till - Gregbrownia W.Till & Barfuss - Guzmania Ruiz & Pav. - Lemeltonia Barfuss & W.Till - Pseudalcantarea (C.Presl) Pinzón & Barfuss - Racinaea M.A.Spencer & L.B.Sm. - Wallisia (Regel) É.Morren - Werauhia J.R.Grant |

## 사진

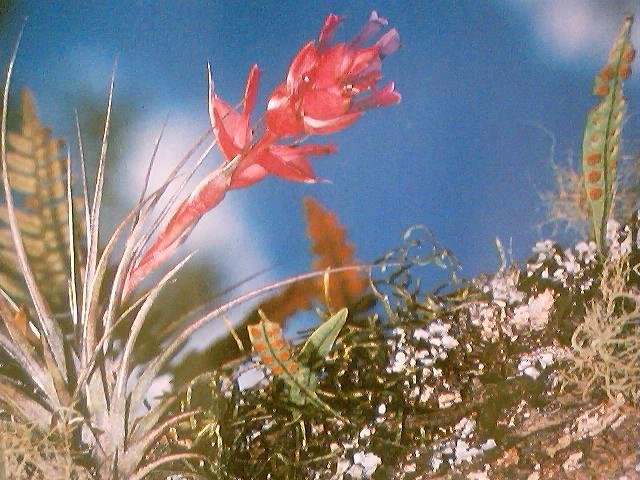
틸란드시아
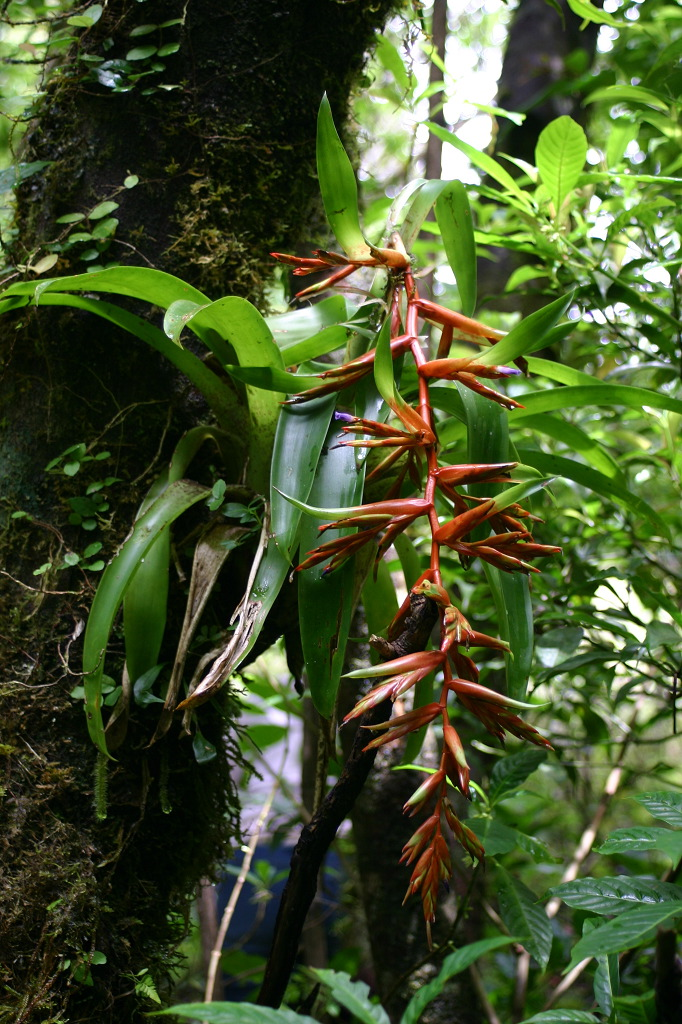
꽃핀 틸란드시아 엑셀사
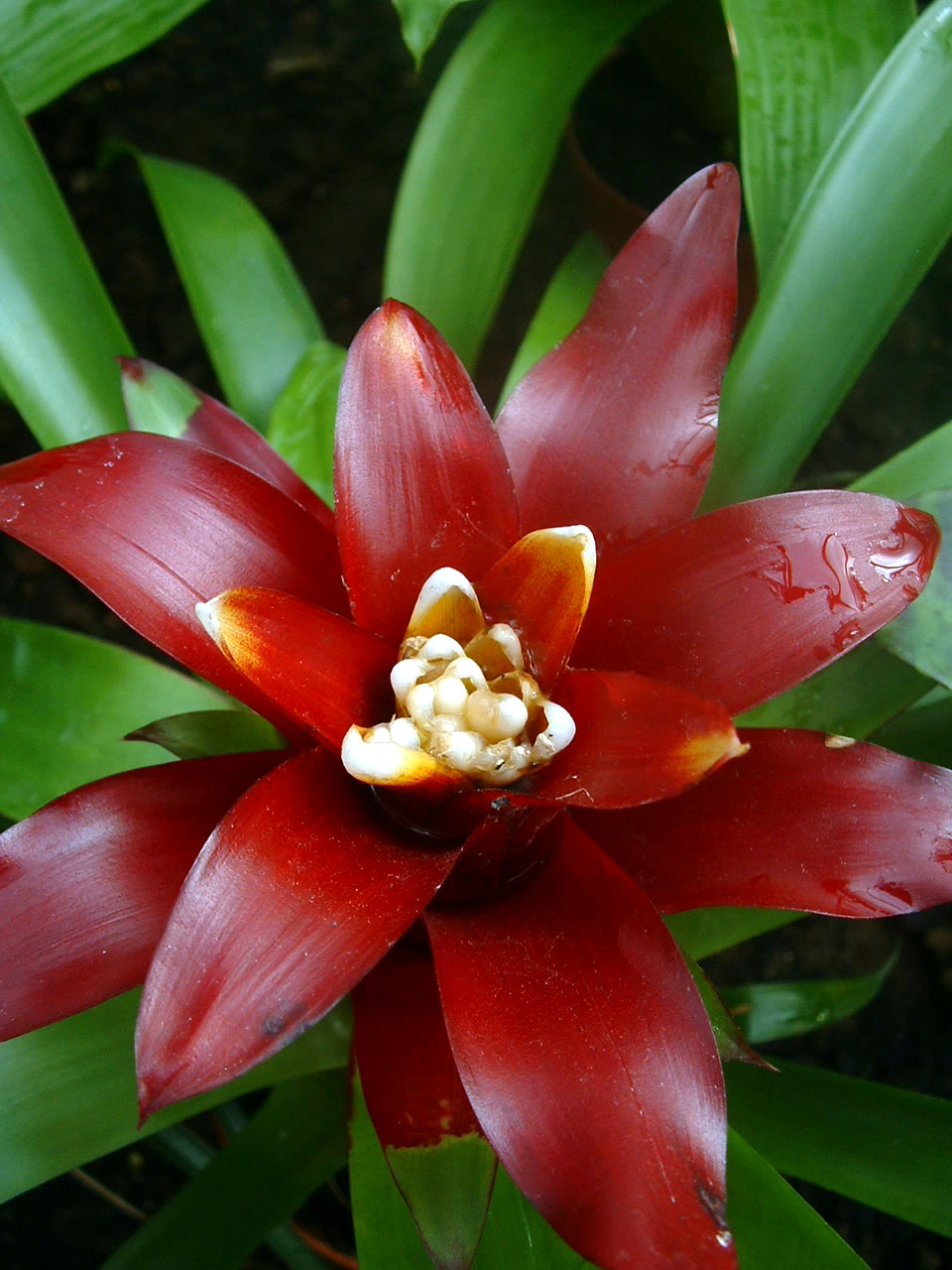
구즈마니아 링굴라타